# Бальзико, Альфонсо
Альфонсо Бальзико (итал. Alfonso Balzico; 18 октября 1825[…], Кава-де-Тиррени, Кампания — 3 февраля 1901, Рим) — итальянский скульптор.

## Биография
Родился в 1825 году в Кава-де-Тиррени, недалеко от Салерно. Получив стипендию от городского совета Салерно, отправился в Неаполь, где получил образование в Академии художеств этого города. Бальзико окончил Академию с отличием и был премирован шестилетней пенсионерской (то есть за счёт Академии) поездкой в Рим. После этого Бальзико работал в Риме, затем посетил Флоренцию и Милан, после чего, не позднее 1854 года, вернулся в Неаполь.
Работы Бальзико привлекли внимание короля Виктора Эммануила II, который пригласил скульптора в Турин. По заказам короля он выполнил памятник памятник Ма́ссимо д’Адзе́льо, а также новаторский конный памятник герцогу Генуэзскому, который не был понят современниками и породил бурную дискуссию.
После Объединения Италии Бальзико (с 1870 года) работал в Риме. Из его работ этого периода можно особо отметить: памятник композитору Винченцо Беллини для Неаполя, конный памятник королю Виктору Эммануилу II для того же города (Бальзико выполнил только саму статую короля, которую критиковали за несообразность с другими элементами памятника), и памятник Флавио Джойе, предполагаемому изобретателю компаса, для Амальфи — родного города изобретателя. До установки в Амальфи статуя Джойи в 1900 году была представлена на Всемирной выставке в Париже, где завоевала золотую медаль.
Бальзико скончался в 1901 году в Риме.

## Галерея

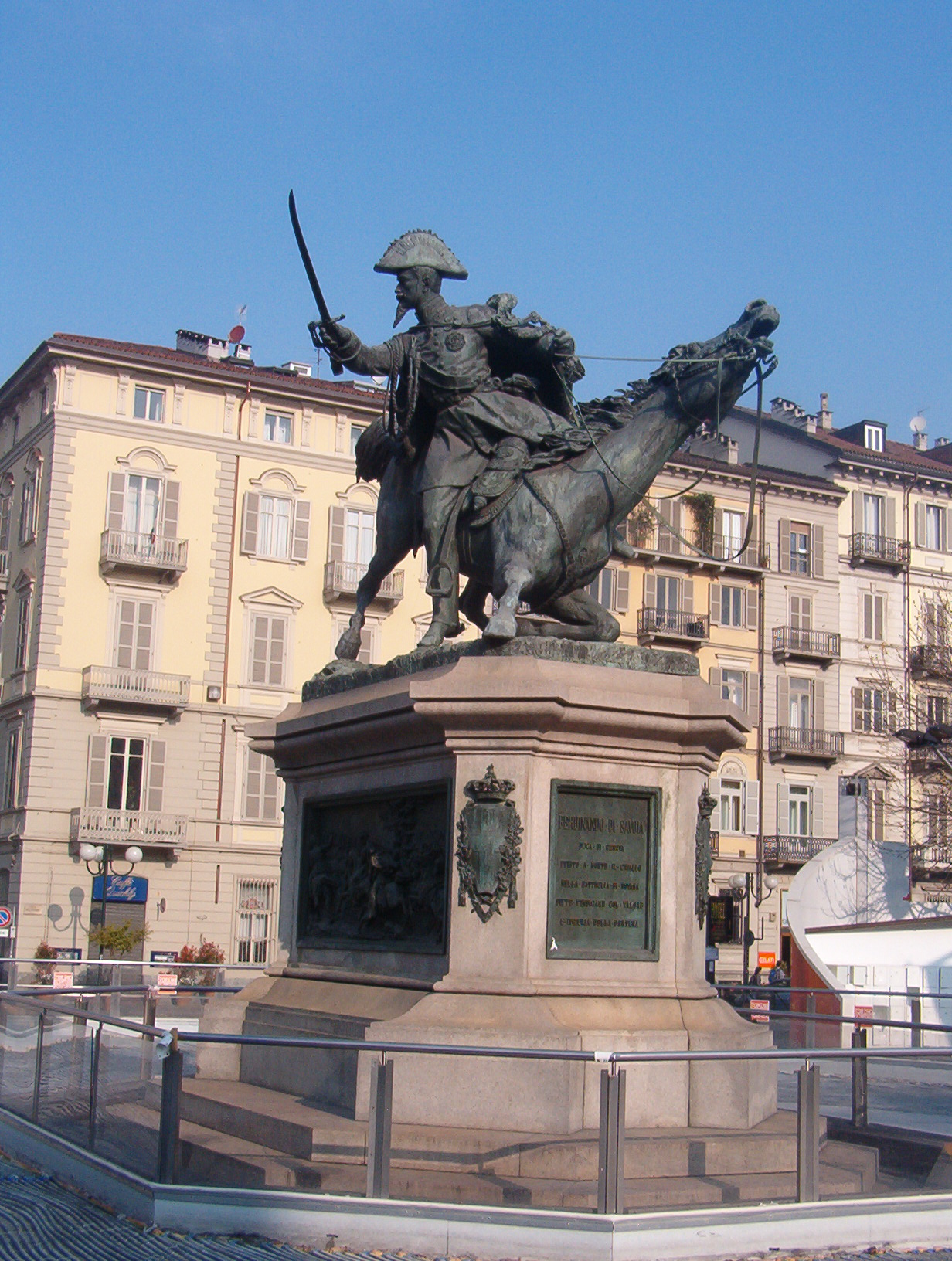
Конный памятник Фердинанду, герцогу Генуэзскому, Турин
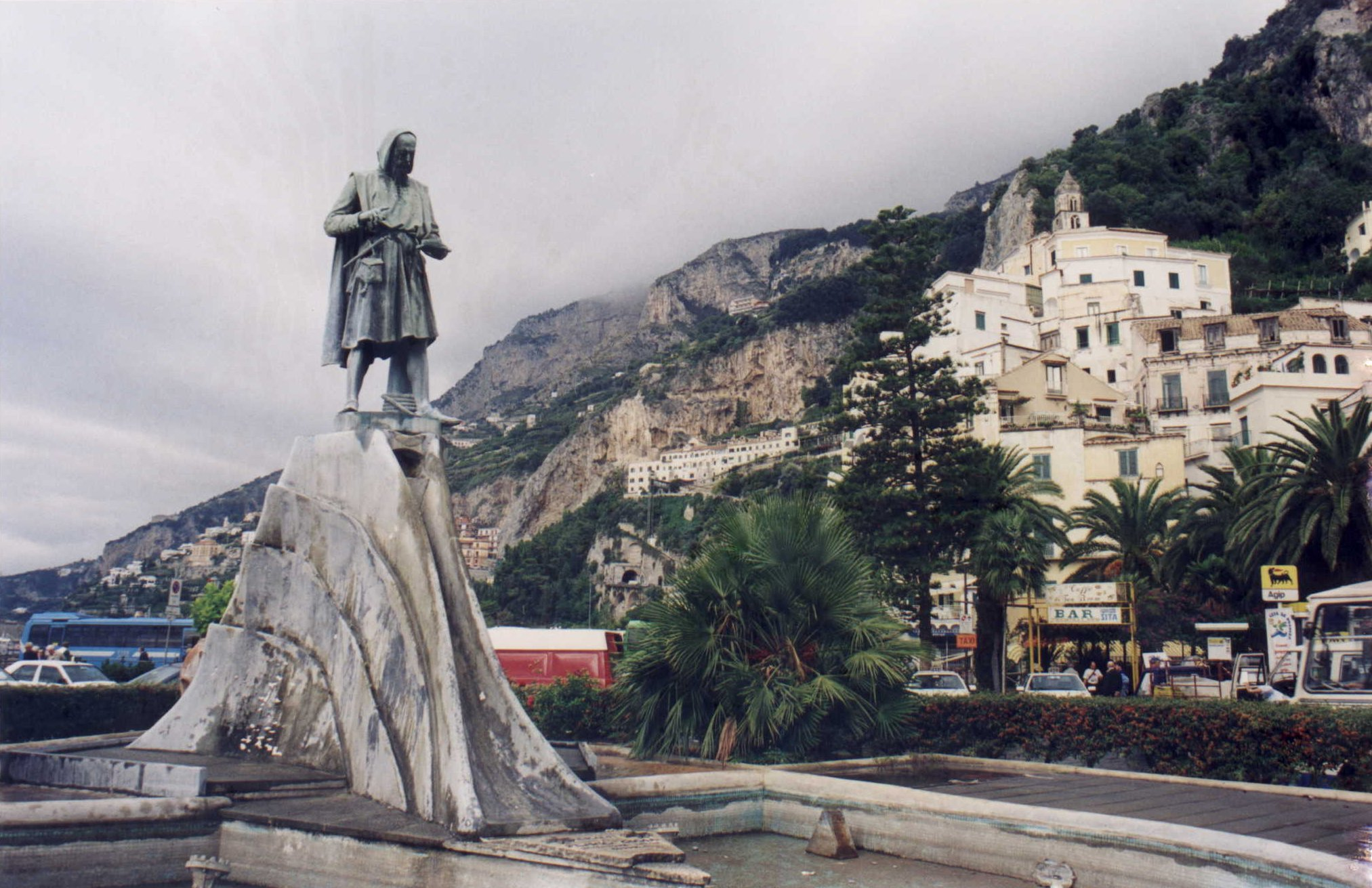
Памятник Флавио Джойе в Амальфи
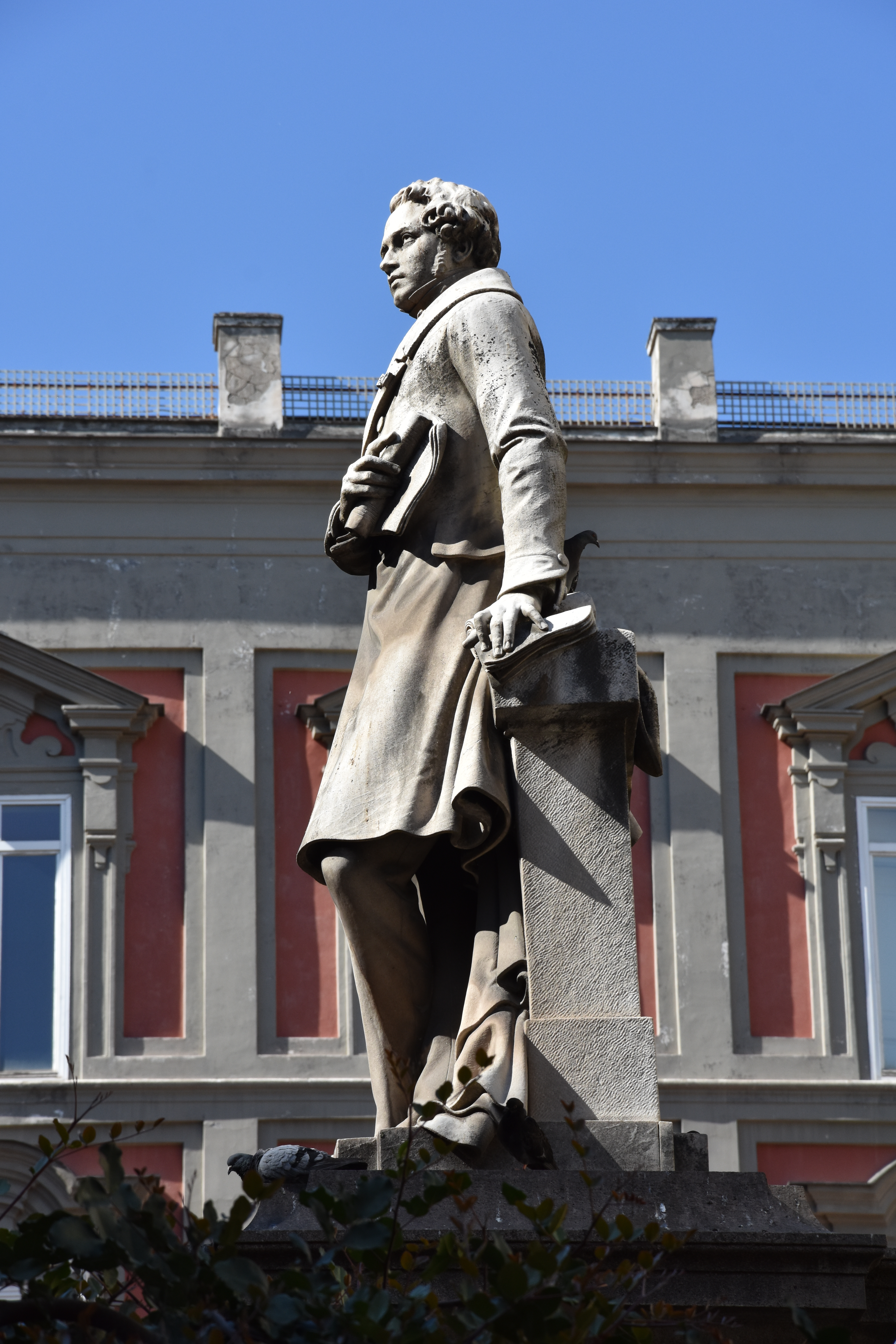
Памятник Винченцо Беллини, Неаполь
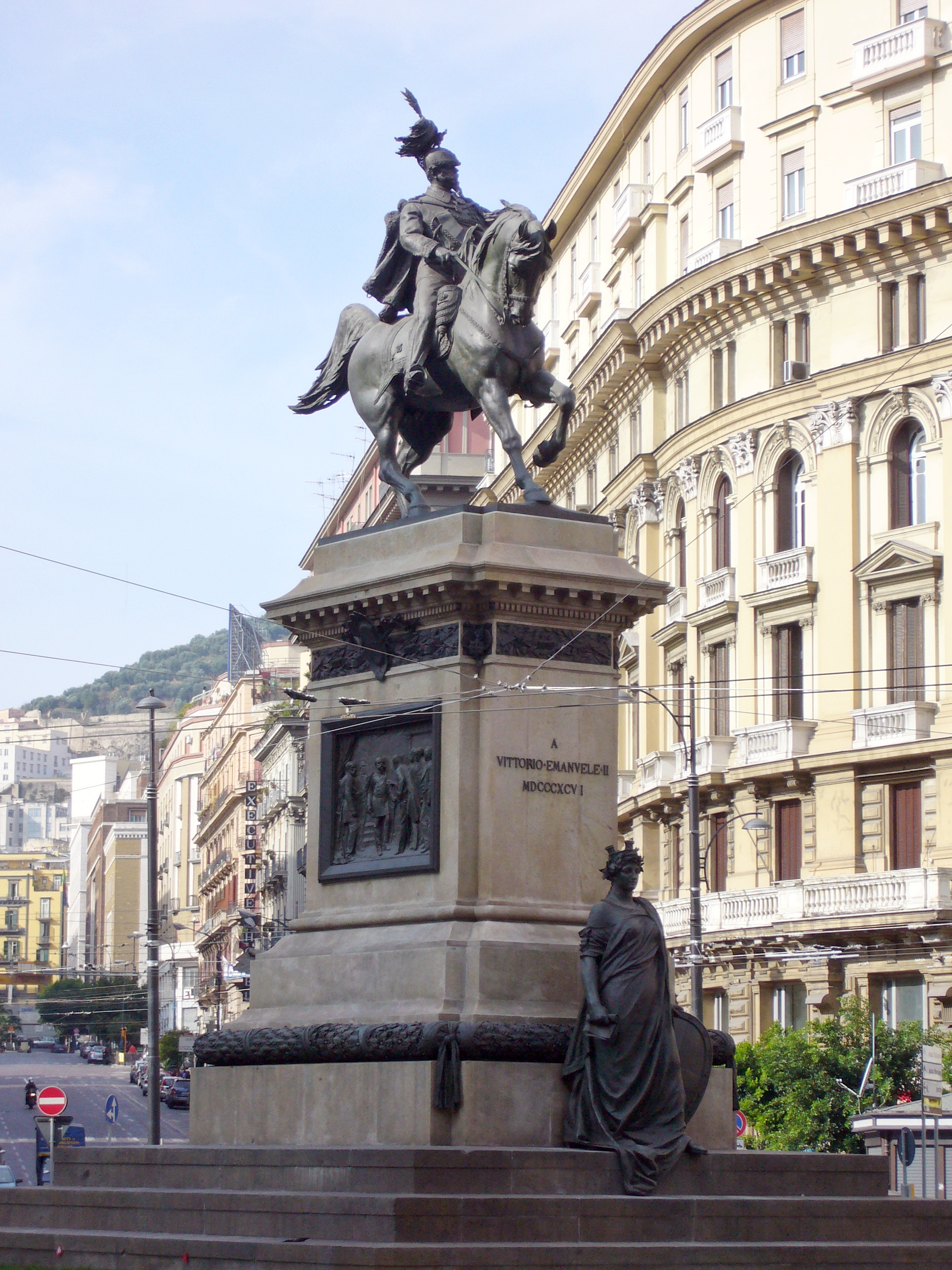
Конный памятник Виктору Эммануилу II, Неаполь
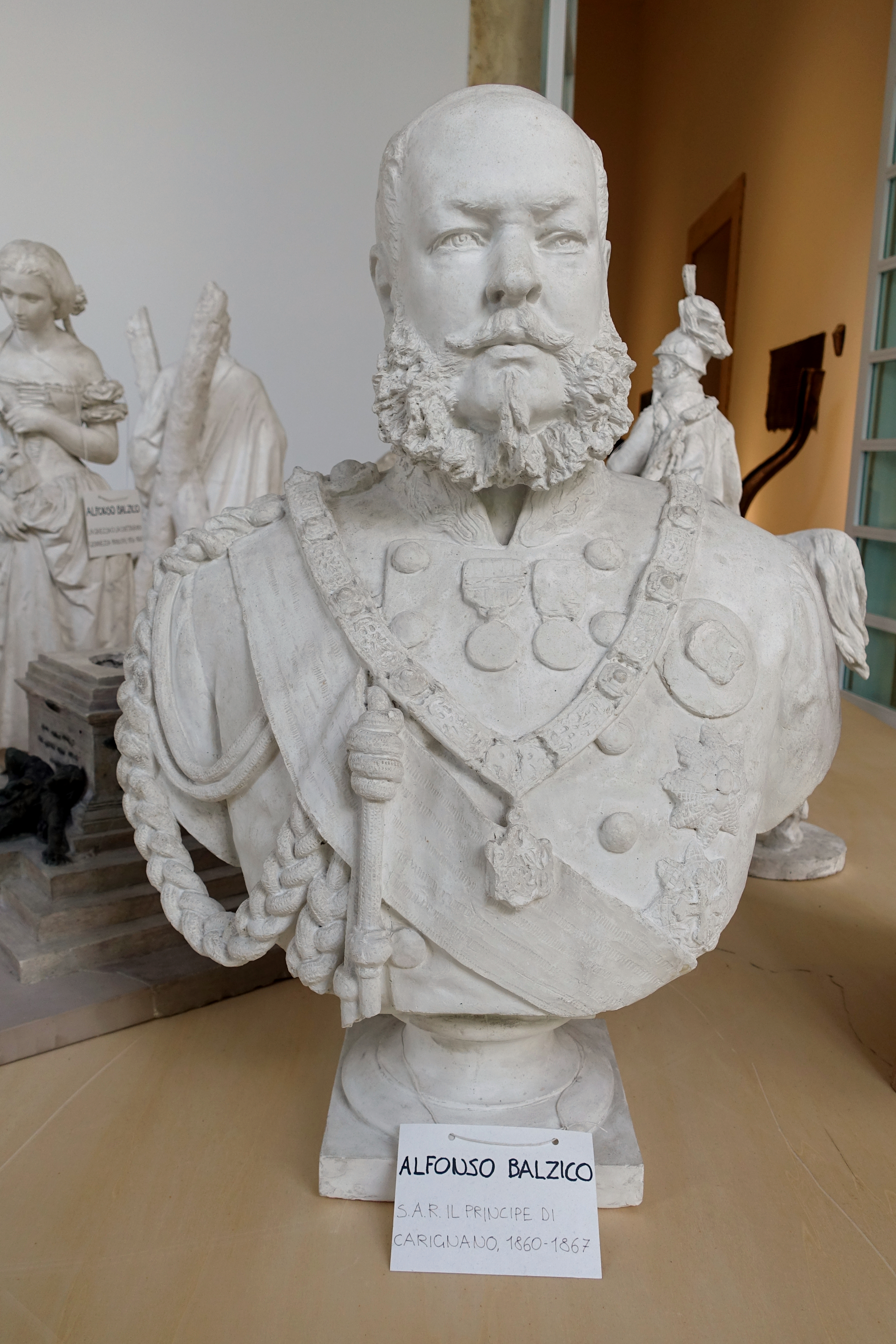
Бюст военачальника Евгения Эммануила Савуа-Виллафранка, родственника итальянского короля
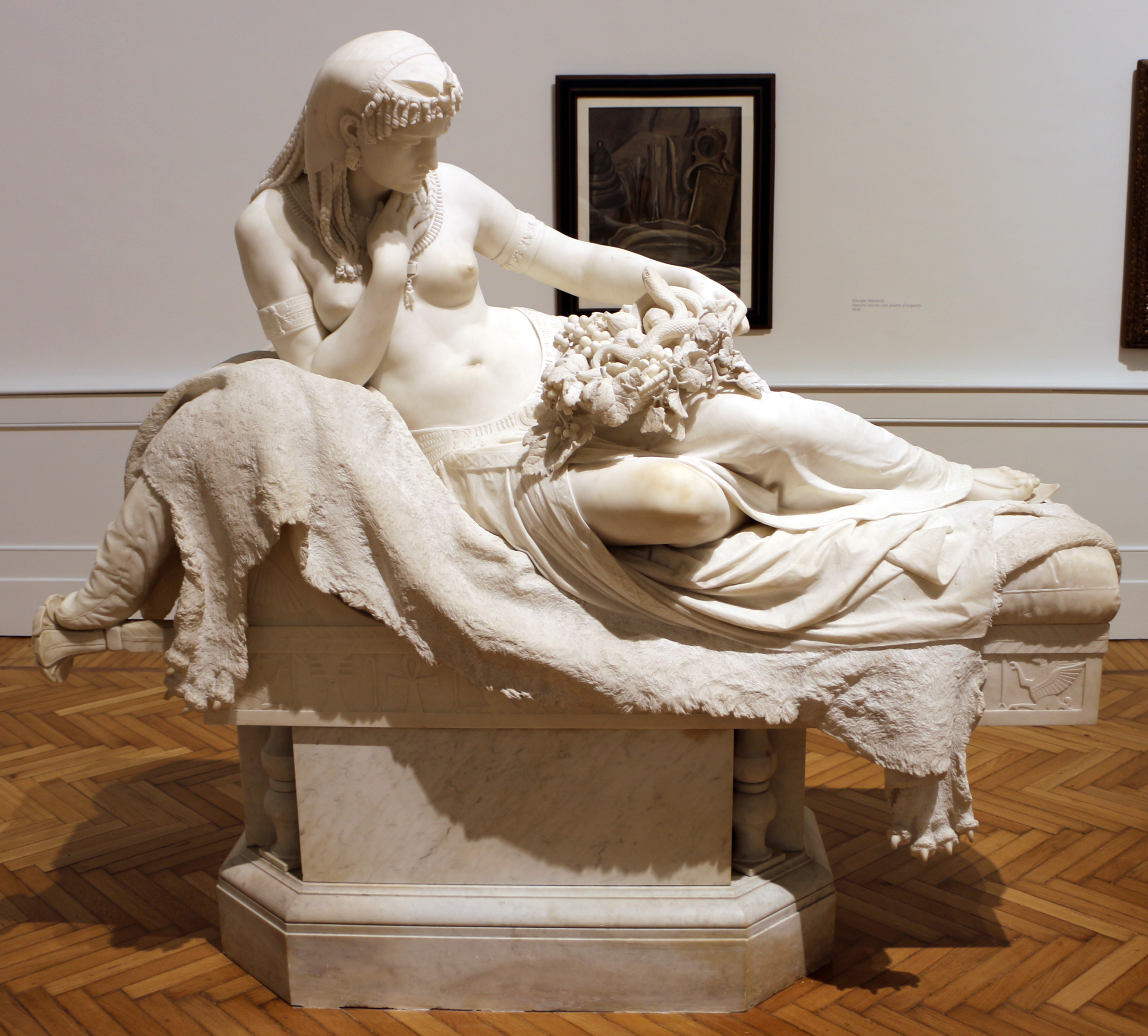
Клеопатра